# Saida Fikri
Saida Fikri est une auteure-compositrice-interprète marocaine née le 28 novembre 1971 à Casablanca réputée par les thèmes abordés dans ses chansons et par la fusion des styles musicaux maghrébins et occidentaux.

## Biographie
Saida Fikri commence sa carrière professionnelle en 1994 avec une sortie d'un premier album intitulé Nadmana, pendant la même année Saida donne un grand concert à la grande place de Bruxelles en Belgique, des milliers de personnes se sont rassemblés sur la place après une marche contre le racisme et la discrimination, le concert était organisé par JOC.
Saida s'est produite plusieurs fois au Maghreb et en Europe. Invitée en 1998 à représenter la femme maghrébine par le gouvernement belge. La même année elle donne un grand concert dans la salle « Paradiso » à Amsterdam, une salle consacrée au grandes stars mondiales. Cette tournée aux Pays-Bas a été organisée par la production W.F.Concert Division.
Depuis 1997, Saida Fikri vit aux États-Unis, où elle sort un album pour le marché américain intitulé One World, album basé sur des thèmes d'amour et de paix dans le monde,. Son huitième album Essilm (la paix) est sorti en 2006.
En 2012, elle crée une fondation pour construire des écoles dans les pays aux systèmes éducatifs peu développés. En 2016, elle revient s'installer au Maroc ; elle s'associe alors avec le rappeur Don Bigg pour la production de ses nouveaux titres. Elle chante en arabe et en amazigh.
En 2019, elle reçoit le prix Mégri de la World Music lors du festival international des arts et de la culture « Été des Oudayas ».

## Discographie
- 1994 : Nadmana
- 1995 : Salouni alâdab
- 1998 : Al Hamech
- 2001 : Kloub Arrahma
- 2004 : Assir Al Madfoune
- 2005 : Hanna
- 2006 : Essilm
- 2014 : Denia Fi l'Mizane mamak et babak
- 2020 : Hkayet Lmraya